# Mauidrillia
Mauidrillia là một chi ốc biển, là động vật thân mềm chân bụng sống ở biển trong họ Turridae.

## Các loài
Các loài thuộc chi Mauidrillia bao gồm:
- Mauidrillia felina Kilburn, 1988[2]